# Atima
Atima (uit het Nahuatl: "Plaats waar men water drinkt"; ook San José de Atima genoemd) is een gemeente (gemeentecode 1603) in het departement Santa Bárbara in Honduras.
De inheemse bevolking had hier al een dorp vóór de komst van de Spanjaarden. Later hoorde de plaats bij de gemeente Viejo Celilac tot het in 1887 een zelfstandige gemeente werd. Viejo Celilac bestaat echter niet meer, nadat hier een grote epidemie heeft plaatsgevonden.
De plaats ligt in geaccidenteerd terrein aan de rivier San José de Atima. In de buurt van het dorp verdwijnt deze in een gat in de grond, waarna hij 1,8 kilometer lang ondergronds blijft. Dichtbij ligt de berg El Calichal met een rotswand van 300 meter hoog. In de omgeving liggen de Grotten van Pencalique.
In de gemeente wordt voornamelijk koffie verbouwd.

## Bevolking
De bevolking is als volgt verdeeld:
| Vrouwen | 9129 | 48,7% |
| Mannen  | 9623 | 51,3% |

## Dorpen
De gemeente bestaat uit acht dorpen (aldea), waarvan de grootste qua inwoneraantal: Atima (code 160301) en Berlin (160302).